# Bad Hersfeld
Bad Hersfeld est une ville allemande du Land de Hesse d'environ 29 000 habitants. C'est le chef-lieu (Kreisstadt) de l'arrondissement de Hersfeld-Rotenburg au sein du district de Cassel. La commune est réputée pour le festival de Bad Hersfeld créé en 1951.

## Géographie
Bad Hersfeld se situe dans le vallon de la rivière Fulda, au nord-est du massif du Vogelsberg et au nord-ouest de la Rhön. Le centre-ville s'étend sur la rive gauche de la Fulda ; il se trouve à 52 km au sud de Cassel, à 79 km au nord-est de Gießen, à 36 km au nord de Fulda, et à 45 km à l'ouest d'Eisenach.

### Quartiers
En plus du centre-ville, le territoire communal comprend 18 localités :
| - Allmershausen - Asbach - Beiershausen - Eichhof | - Heenes - Hohe Luft - Johannesberg - Kathus | - Kohlhausen - Petersberg - Sorga |

### Transports
La gare de Bad Hersfeld est desservie par les trains Intercity-Express et InterCity reliant Francfort-sur-le-Main à Dresde.
La ville est reliée de l'autoroute allemande 4 (Cologne–Erfurt). De plus, la Bundesstraße 27 (reliant le Harz au lac de Constance), la Bundesstraße 62 (Marbourg-Bad Salzungen et la Bundesstraße 324 se croisent au sud-est de la ville.

## Histoire
| Appartenances historiques Abbaye impériale d'Hersfeld 775–1648 Landgraviat de Hesse-Cassel 1648–1803 Électorat de Hesse 1803–1807 Royaume de Westphalie 1807–1813 Électorat de Hesse 1813–1866 Royaume de Prusse (province de Hesse-Nassau) 1866–1918 République de Weimar 1918–1933 Reich allemand 1933–1945 Allemagne occupée 1945–1949 Allemagne 1949–présent |

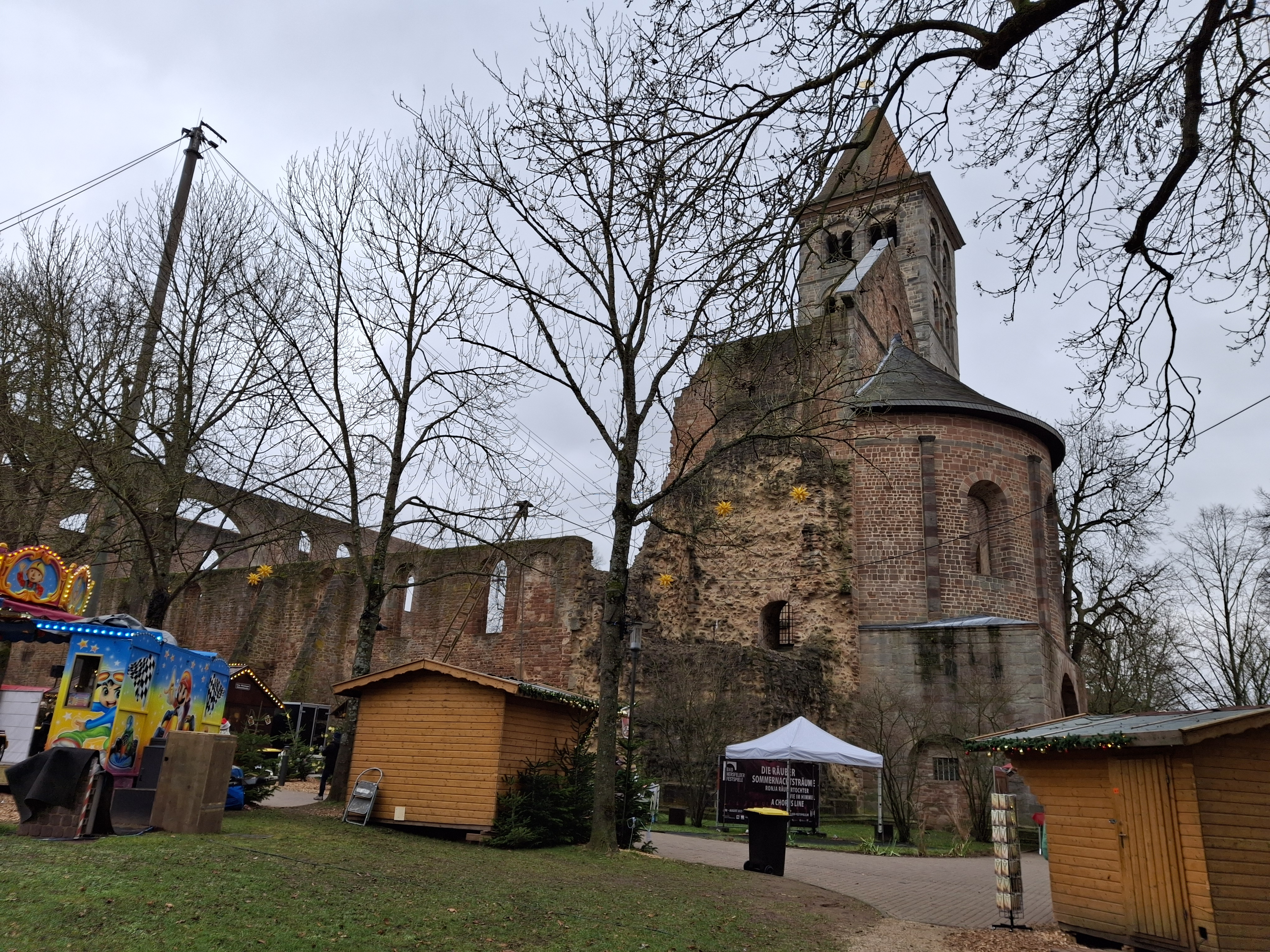
Photo des ruines du monastère prise en décembre 2024

L'histoire de la ville est profondément liée à l'abbaye impériale d'Hersfeld remontant au VIIIe siècle.
Selon la tradition écrite, l'histoire de Bad Hersfeld a commencé avec le moine Sturmius, qui établit avec quelques compagnons un ermitage monastique à Haerulfisfelt en 736, et avec Lullus, qui fonda un couvent bénédictin au même endroit en 769, là où aujourd'hui se trouvent les ruines. Tous deux étaient des élèves de l'évêque missionnaire Bonifatius. Toutefois, des fouilles effectuées dans la zone urbaine indiquent une colonisation bien antérieure. Des traces d'habitat néolithique datant d'environ 2000 avant J.-C., une tombe de l'âge du bronze vers 1200 avant J.-C. et des découvertes de l'époque de La Tène vers 400 avant J.-C. furent ainsi mises à jour.
Charlemagne éleva bientôt la fondation de Lullus au rang d'abbaye impériale, qui devait être ainsi, pour plusieurs siècles, un important point d'appui du pouvoir royal à la frontière Est du royaume.
Hersfeld fût mentionnée pour la première fois en 1142 comme bourg et en 1170 comme ville. C'est également à cette époque que l'abbaye de Hersfeld a atteint son apogée en tant qu'entité de la politique impériale. Au cours des siècles suivants, le pouvoir de l'abbaye, qui ne pouvait plus s'appuyer sur les empereurs du Saint Empire romain germanique depuis le Grand Interrègne, s'est affaibli. À partir de 1373, le landgraviat de Hesse, par le biais d'alliances de protection, obtint une plus grande influence sur la ville. La lutte pour le pouvoir entre l'abbaye et la ville atteignit son paroxysme lors de la nuit de Vitalis en 1378. En 1439, une grande partie de la ville fut détruite par un incendie. La plus ancienne maison à colombages de la ville est la maison du sacristain, datant de 1452. L'abbé Louis V (1571-1588) initia la dernière floraison de constructions dans la ville, en faisant aménager et transformer les bâtiments de l'abbaye dans le style de la Weserrenaissance. Ceux-ci sont encore visibles aujourd'hui dans toute la vieille ville.
À la suite de la guerre des paysans allemands en 1525, une grande partie de la ville et de l'abbaye tomba dans la Hesse. Après la mort du dernier abbé en 1606 et la paix de Westphalie en 1648, l'abbaye impériale princière de Hersfeld fut attribuée au landgraviat séculier de Hesse-Cassel. Pendant la guerre de Sept Ans, en 1761, l'église collégiale et les bâtiments du monastère furent incendiés par les troupes francaises en retraite,, et, en 1807, la ville échappa de justesse à la destruction totale par les troupes d'occupation napoléoniennes, le lieutenant-colonel badois Lingg n'ayant fait qu'exécuter « à la lettre » les ordres de Napoléon : il devait mettre le feu aux quatre côtés de la ville, ce qu'il fit en faisant incendier quatre bâtiments isolés,...
En 1821, Hersfeld devint le chef-lieu du district de Hersfeld en Électorat de Hesse. Dès 1866, une gare férroviaire a été ouverte. Depuis 1938, Hersfeld est reliée par une bretelle à l'autoroute reliant Kirchheim à Eisenach (aujourd'hui l'A4). En 1945, deux officiers capturés se sont portés garants de la reddition pacifique de Hersfeld et ont ainsi sauvé la ville une seconde fois de la destruction.
À partir de 1945, Hersfeld abrita principalement des régiments de cavalerie américaine blindés (Armored Cavalry Regiments (ACR)). La mission de ces unités était de sécuriser la frontière interallemande dans la partie la plus vulnérable de ce que l'on appelle Trouée de Fulda. En 1993, le ministère américain de la Défense a fait savoir que le 3e escadron du 11e ACR Blackhorse (3rd Squadron 11th ACR Blackhorse) serait retiré et que le site de Bad Hersfeld serait abandonné.
En 1972, après la fusion des anciens arrondissements de Hersfeld et de Rotenburg, Bad Hersfeld a été désignée comme chef-lieu du nouvel arrondissement de Hersfeld-Rotenburg
En 1904, l'exploitation d'une source minérale donne naissance à la station qui reçoit en 1863 l'appellation de bains d’État de la Hesse.Depuis le 4 mars 1949, Hersfeld est une station thermale et peut s'appeler Bad Hersfeld ; depuis 1963, la ville est une station thermale du land de Hesse
- Histoire de la communauté juive et de sa synagogue avant la Seconde Guerre mondiale.

## Culture
Le Bad Hersfelder Festspiele et le Hersfeld-Preis. Le Bad Hersfelder Festspiele est un Festival de théâtre. Le Hersfeld-Preis est un prix artistique pour un acteur. Il est décerné chaque année depuis 1962 dans le cadre de la Bad Hersfelder Festspiele de la Gesellschaft der Freunde der Stiftsruine et la ville de Bad Hersfeld, Hesse.

## Attractions
- Château d'Eichhof à Bad Hersfeld

- Ruine de l'abbatiale

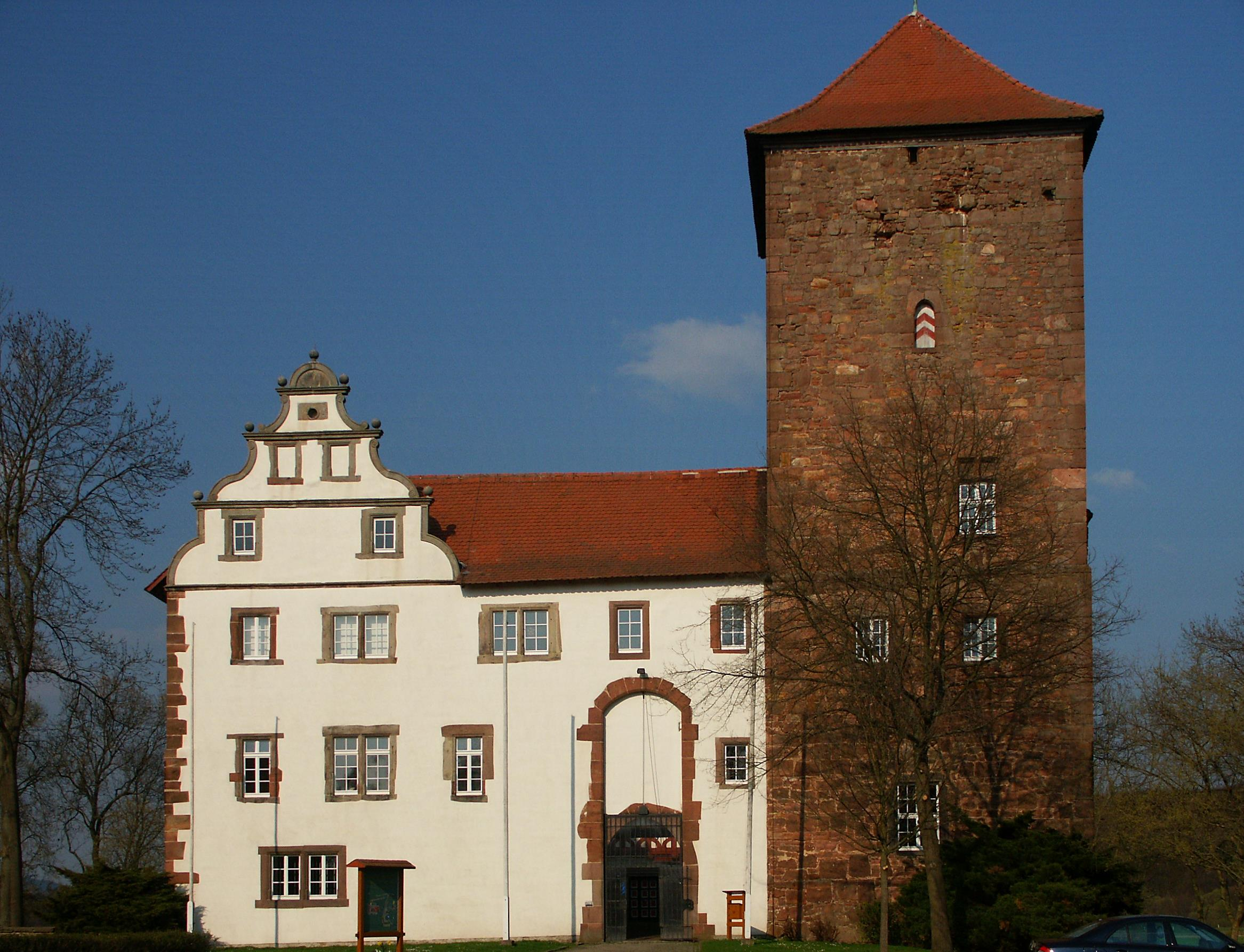
Château d'Eichhof à Bad Hersfeld, vue de face

Elles remontent à l'époque ottonienne et s’étalent sur une centaine de mètres. Le transept formait une salle transversale. L'abbatiale fut transformée aux XIe et XIIe siècles dans le style roman, avec deux chœurs. Elle est détruite en 1761. La tour romane dite de Sainte-Catherine date de 1120 et abrite la cloche du couvent qui à plus de 900 ans.

## Jumelages
Bad Hersfeld est jumelé avec les villes suivantes :
- L'Haÿ-les-Roses  France
- Šumperk  République tchèque
- Bad Salzungen  Allemagne
- Hyvinkää  Finlande

## Personnalités
- Heinrich Gutberleth (1572-1635), pédagogue.
- Konrad Duden (1829-1911), proviseur du lycée de 1879 à 1905
- Eberhard von Mantey (1869-1940), officier de marine, historien.
- Rhoda Erdmann (1870-1935), biologiste.
- Shkodran Mustafi (1992-), footballeur international.